# Sonoristic Penderecki by Penderecki
Sonoristic Penderecki by Penderecki – album z muzyką awangardową Krzysztofa Pendereckiego („Emanacje” - na 2 orkiestry smyczkowe, „De Natura Sonoris I” - na wielką orkiestrę symfoniczną, „De Natura Sonoris II” - na orkiestrę symfoniczną, „Polimorfia” na 48 instrumentów smyczkowych, „Fluorescencje” - na wielką orkiestrę symfoniczną) w wykonaniu Narodowej Orkiestry Symfonicznej Polskiego Radia w Katowicach pod batutą samego kompozytora, wydany 18 stycznia 2019 przez Agencję Muzyczną Polskiego Radia S.A. (nr kat. PRCD2233). Nowe nagrania reprezentujące sonoryzm, są przypomnieniem pierwszego okresu działalności artystycznej Pendereckiego, która dała muzykowi światowy rozgłos. Nominacja do Fryderyka 2020 w kategorii «Album Roku Muzyka Symfoniczna».

## Lista utworów
| Sonoristic Penderecki by Penderecki – 2019 | Sonoristic Penderecki by Penderecki – 2019 | Sonoristic Penderecki by Penderecki – 2019 |
| Nr                                         | Tytuł utworu                               | Długość                                    |
| ------------------------------------------ | ------------------------------------------ | ------------------------------------------ |
| 1.                                         | „Emanacje”                                 | 6:06                                       |
| 2.                                         | „Fluorescencje”                            | 11:47                                      |
| 3.                                         | „Polymorphia”                              | 9:45                                       |
| 4.                                         | „De natura sonoris I”                      | 10:25                                      |
| 5.                                         | „De natura sonoris II”                     | 8:14                                       |
|                                            |                                            | 46:17                                      |